# Noul Centru-Dreapta
Nuovo Centrodestra (Noul Centru-Dreapta, NCD) este un partid politic din Italia.
Partidul a fost fondat în 2013 de către Angelino Alfano